# Der Landesbeauftragte für den Datenschutz und die Informationsfreiheit Rheinland-Pfalz
Der Landesbeauftragte für den Datenschutz und die Informationsfreiheit Rheinland-Pfalz (LfDI) ist eine unabhängige oberste Landesbehörde des Landes Rheinland-Pfalz, welche Kontroll- sowie Beratungsaufgaben im Bereich des Datenschutzes und der Informationsfreiheit wahrnimmt.
Die Behörde setzt sich besonders für die Schaffung und Erhaltung digitaler Datensouveränität ein, mit Fokus auf technische Entwicklungen und Digitalisierungsprozesse. Darüber hinaus hat der LfDI Rheinland-Pfalz den Vorsitz der Taskforce Künstliche Intelligenz (KI) inne, die sich mit den datenschutzrechtlichen Herausforderungen beim Einsatz von KI-Systemen befasst. In dieser Funktion erarbeitet die Behörde unter anderem Orientierungshilfen für Unternehmen und Behörden zum datenschutzkonformen Einsatz von KI-Tools.

## Geschichte
Die Geschichte des Datenschutzes in Rheinland-Pfalz reicht bis in die 1970er Jahre zurück. Am 25. Januar 1974 trat das rheinland-pfälzische Landesdatenschutzgesetz in Kraft. Es war eines der ersten Datenschutzgesetze weltweit und machte Rheinland-Pfalz zum Vorreiter in diesem Bereich. Anders als in den meisten anderen Bundesländern gab es in Rheinland-Pfalz zunächst keinen Datenschutzbeauftragten. Stattdessen wurde die Kontrollaufgabe einem Datenschutzausschuss übertragen. Am 1. Januar 1979 wurde der Datenschutzausschuss durch eine Datenschutzkommission ersetzt. Im Jahr 1991 wurde das Amt eines Landesbeauftragten für den Datenschutz geschaffen. Die Datenschutzkommission blieb als beratendes Organ für den Landesbeauftragten bestehen. Walter Rudolf wurde 1991 der erste Landesbeauftragte für den Datenschutz in Rheinland-Pfalz und blieb bis 2007 im Amt. Von 2007 bis 2015 hatte Edgar Wagner das Amt inne. Seit dem 1. Oktober 2015 ist Dieter Kugelmann Landesbeauftragter für den Datenschutz und die Informationsfreiheit in Rheinland-Pfalz. Im Jahr 2012 wurde der Aufgabenbereich des Landesbeauftragten um die Informationsfreiheit erweitert. Mit Inkrafttreten der europäischen Datenschutz-Grundverordnung (DSGVO) im Mai 2018 wurden die Befugnisse und Aufgaben des LfDI weiter gestärkt. Im Jahr 2023 wurde Dieter Kugelmann vom rheinland-pfälzischen Landtag für eine zweite Amtszeit wiedergewählt. Seine zweite Amtsperiode begann am 1. Oktober 2023.

## Aufgaben
Der Landesbeauftragte für den Datenschutz und die Informationsfreiheit ist die Aufsichtsbehörde für die Einhaltung des Datenschutzes und hat somit den Auftrag, die Einhaltung der datenschutzrechtlichen Vorschriften in Rheinland-Pfalz zu kontrollieren.
Seiner Kontrolle und Aufsicht unterliegen sowohl die Behörden und sonstigen öffentlichen Stellen des Landes Rheinland-Pfalz als auch die nicht-öffentlichen (privaten) Stellen (z. B. Unternehmen, Vereine) mit Sitz in Rheinland-Pfalz. Zudem kann er entsprechend der europäischen Datenschutz-Grundverordnung Sanktionen und Bußgelder erlassen und Behörden datenschutzrechtlich unzulässiges Verwaltungshandeln untersagen.
Außerdem nimmt die Behörde Informations- und Beratungsaufgaben bei Fragen der Datenschutz- und Informationsfreiheitsrechte wahr. Beispielsweise berät sie Bürger hinsichtlich ihres Rechts auf informationelle Selbstbestimmung.
Zu den Aufgaben zählen letztlich insbesondere:
- Überwachung der Einhaltung der Datenschutzgesetze bei öffentlichen und privaten Stellen in Rheinland-Pfalz
- Beratung von Bürgern, Behörden und Unternehmen in Datenschutzfragen
- Durchführung von Kontrollen und Prüfungen
- Bearbeitung von Beschwerden zu Datenschutzverstößen
- Förderung der Informationsfreiheit und Unterstützung von Bürgern bei der Wahrnehmung ihrer Informationsfreiheitsrechte
- Beratung des Landtags und der Landesregierung in Datenschutz- und Informationsfreiheitsfragen

## Organisation
Der LfDI ist als unabhängige oberste Landesbehörde dem Landtag Rheinland-Pfalz zugeordnet. Der Amtsinhaber wird vom Landtag für eine Amtszeit von 8 Jahren gewählt. Seit Oktober 2015 hat Dieter Kugelmann dieses Amt inne. Die Behörde hat ihren Sitz in Mainz. Sie verfügt über verschiedene Online-Services, über die Bürger oder Behörden Beschwerden einreichen oder Datenpannen melden können.

## Beauftragte
Dieter Kugelmann ist seit dem 1. Oktober 2015 Landesbeauftragter für den Datenschutz und die Informationsfreiheit in Rheinland-Pfalz. Der 1963 in Landau geborene Jurist studierte in Mainz und Dijon und promovierte 1991 zum europäischen Medienrecht. Nach seiner Habilitation im Jahr 2000 war er zuletzt als Professor für Öffentliches Recht an der Deutschen Hochschule der Polizei in Münster tätig. Im Januar 2023 wurde Kugelmann vom rheinland-pfälzischen Landtag für eine zweite Amtszeit wiedergewählt, die am 1. Oktober 2023 begann. In seiner Funktion als LfDI setzt sich Kugelmann für einen konstruktiven Datenschutz im Dialog ein und widmet sich aktuellen Herausforderungen wie der zunehmenden Digitalisierung und dem Einsatz künstlicher Intelligenz.
Bisherige Landesbeauftragte für den Datenschutz in Rheinland-Pfalz:
1. Walter Rudolf (1991–2007)
2. Edgar Wagner (2007–2015)
3. Dieter Kugelmann (seit 2015)